# Fritz von Weller
Fritz Louis von Weller (* 3. Mai 1848 in Brandenburg an der Havel; † 8. November 1928) war ein preußischer Generalleutnant.

## Leben

### Herkunft
Fritz war ein Sohn des preußischen Generalmajors Gustav von Weller (1820–1891) und dessen Ehefrau Auguste, geborene Schwickart (1824–1866).

### Militärkarriere
Weller trat am 1. Oktober 1867 in das Garde-Füsilier-Regiment der Preußischen Armee ein und avancierte bis Anfang Februar 1869 zum Sekondeleutnant. Als solcher nahm er mit dem I. Bataillon 1870/71 während des Krieges gegen Frankreich an der Schlacht bei Gravelotte, dem Gefecht bei Beaumont und der Belagerung von Paris teil. Bei Sedan war er durch einen Gewehrschuss an der rechten Hand verwundet worden.
Ausgezeichnet mit dem Eisernen Kreuz II. Klasse war er nach dem Friedensschluss im Juni/Juli 1872 zum Garde-Pionier-Bataillon kommandiert. Von Mitte Mai bis Ende September 1875 diente Weller als Bataillonsadjutant und absolvierte anschließend zur weiteren Ausbildung für drei Jahre die Kriegsakademie. Zwischenzeitlich zum Premierleutnant aufgestiegen, wurde er am 3. Dezember 1881 unter Stellung à la suite seines Regiments als Lehrer an die Kriegsschule Hannover versetzt und in dieser Eigenschaft Mitte Mai 1882 zum Hauptmann befördert. Im Juni 1885 nahm Weller an der Generalstabsübungsreise des X. Armee-Korps statt. Ende des Jahres kehrte er mit der Ernennung zum Kompaniechef im 5. Thüringischen Infanterie-Regiment Nr. 94 (Großherzog von Sachsen) wieder in den Truppendienst zurück. Mitte Mai 1891 erhielt Weller den Charakter als Major und zwei Monate später das Patent zu seinem Dienstgrad. Am 25. März 1893 erfolgte seine Versetzung nach Kassel in das Infanterie-Regiment „von Wittich“ (3. Hessisches) Nr. 83. Weller fungierte vom 18. April 1893 bis zum 21. März 1897 als Kommandeur des II. Bataillons, wurde anschließend unter Stellung à la suite seines Regiments zum Direktor der Kriegsschule Hersfeld ernannt und Mitte Juni 1897 zum Oberstleutnant befördert. Unter Beförderung zum Oberst wurde er am 29. März 1900 dem 5. Hannoverschen Infanterie-Regiment Nr. 165 zunächst aggregiert und am 18. April 1900 zum Kommandeur dieses Verbandes ernannt. Daran schloss sich am 18. April 1903 eine Verwendung als Generalmajor und Kommandeur der 83. Infanterie-Brigade in Erfurt an. In dieser Stellung erhielt er das Reußische Ehrenkreuz I. Klasse, das Ehrenkreuz von Schwarzburg I. Klasse und anlässlich des Ordensfestes im Januar 1905 den Roten Adlerorden II. Klasse mit Eichenlaub. Am 22. April 1905 wurde Weller in Genehmigung seines Abschiedsgesuches mit der gesetzlichen Pension zur Disposition gestellt.
Während des Ersten Weltkriegs wurde Weller als Generalleutnant z.D. beim Militärgouvernement im besetzten Belgien wiederverwendet.

### Familie
Weller heiratete am 29. Mai 1882 Klara Michels (1868–1937). Die Ehe blieb kinderlos.